# The Wild and the Willing
Pour plus de détails, voir Fiche technique et Distribution.
The Wild and the Willing est un film britannique réalisé par Ralph Thomas, sorti en 1962.

## Synopsis
Un groupe de jeunes étudiants dansent, boivent, rencontrent des filles. Harry est un jeune homme plutôt rebelle, qui sort avec Josie. Son compagnon de chambre est Phil, un jeune homme discret. Harry se sent très protecteur de Phil pour une raison inconnue. Phil aime Sarah, qui l'a rejeté pour un autre petit ami plus approprié.
Au fur et à mesure que l'intrigue se développe, Harry s'implique avec Virginia, l'épouse d'un des professeurs, George Chown. Le professeur est très distant envers elle et ne veut pas divorcer parce qu’il s’attend à être fait chevalier. Harry veut que Virginia vienne avec lui, mais elle est trop inquiète pour son avenir et refuse. Par frustration, Harry veut grimper la tour du campus la nuit et placer un drapeau au sommet. Il a besoin d'aide pour s'en sortir, mais tous les autres étudiants se retirent pour diverses raisons. Phil propose de rejoindre Harry, car il pense que Harry a fait beaucoup pour l'impliquer dans la vie du campus, plutôt que de vivre en marge. Au début, Harry, inquiet car Phil n'est pas un bon grimpeur, refuse de l'emmener avec lui, mais finalement il est persuadé de le faire.
Gilby, un autre étudiant, est jaloux d’Harry, car il avait l'habitude de voir Virginia qu'elle le rejette. Il remarque les activités autour de la tour et dénonce Harry et Phil aux autorités universitaires. Les enseignants sont plus agacés qu'inquiets et appellent les pompiers. Le spectacle attire la foule. Bien que Phil soit un mauvais grimpeur et glisse plusieurs fois, les deux jeunes hommes parviennent à atteindre le sommet et à hisser leur drapeau. Mais sur le chemin du retour, Phil perd pied et, bien qu'Harry essaie désespérément de le retenir, glisse et se tue.
Directement responsable de la mort de son ami, Harry est renvoyé de l'université. Il rend visite au professeur Chown et à sa femme. Le professeur admet que son travail était brillant mais qu'avec son aventure il a perdu une bourse et une carrière universitaire. Josie rencontre Harry à la gare routière et se rend compte qu'elle ne l'intéresse plus. Pourtant, elle lui demande de l'emmener, mais il refuse car il ne veut pas continuer à faire du mal aux gens. Le film se termine avec Reggie, un ami africain, qui chante une ballade sur la vie de Harry et Josie.

## Fiche technique
- Titre original : The Wild and the Willing
- Réalisation : Ralph Thomas
- Scénario : Nicholas Phipps, Mordecai Richler, d'après la pièce de théâtre The Tinker de Laurence Doble et Robert Sloman
- Direction artistique : Alex Vetchinsky
- Décors : Arthur Taksen
- Costumes : Yvonne Caffin
- Photographie : Ernest Steward
- Son : Dudley Messenger, Gordon K. McCallum
- Montage : Alfred Roome
- Musique : Norrie Paramor
- Production exécutive : Earl St. John
- Production : Betty E. Box
- Société de production : The Rank Organisation Film Productions, Betty E. Box-Ralph Thomas Productions
- Société de distribution : Rank Film Distributors
- Pays d'origine :  Royaume-Uni
- Langue originale : anglais
- Format : Noir et blanc — 35 mm — son mono
- Genre : drame
- Durée : 110 minutes
- Dates de sortie : Royaume-Uni : 16 octobre 1962

## Distribution
- Virginia Maskell : Virginia Chown
- Paul Rogers : Professeur George Chown
- Ian McShane : Harry Brown
- Samantha Eggar : Josie Stevens
- Katherine Woodville : Sarah Phillips
- David Sumner : John Agincourt
- John Hurt : Phil Corbett
- John Standing : Arthur
- Johnny Briggs : Dai Hawkins
- Johnny Sekka : Reggie
- Jeremy Brett : Andrew Gilby
- Charles Kay : Edgar Tibbs
- John Barrie : M. Corbett
- Megs Jenkins : Mme Corbett

## Autour du film
- C'est le premier long métrage de Ian McShane et de John Hurt[1],[2].